# Мейгс (Джорджія)
Мейгс (англ. Meigs) — місто (англ. city) в США, в округах Мітчелл і Томас штату Джорджія. Населення — 928 осіб (2020).

## Географія
Мейгс розташований за координатами 31°4′18″ пн. ш. 84°5′34″ зх. д. / 31.07167° пн. ш. 84.09278° зх. д. (31.071798, -84.092679).  За даними Бюро перепису населення США в 2010 році місто мало площу 4,14 км², з яких 4,03 км² — суходіл та 0,11 км² — водойми.

## Демографія
Згідно з переписом 2010 року, у місті мешкало 1035 осіб у 361 домогосподарстві у складі 264 родин. Густота населення становила 250 осіб/км².  Було 412 помешкання (99/км²).
Расовий склад населення:
| - 64,5 % — чорних або афроамериканців - 29,6 % — білих - 0,3 % — корінних американців - 4,3 % — осіб інших рас |

До двох чи більше рас належало 1,4 %. Частка іспаномовних становила 6,3 % від усіх жителів.
За віковим діапазоном населення розподілялося таким чином: 29,9 % — особи молодші 18 років, 59,1 % — особи у віці 18—64 років, 11,0 % — особи у віці 65 років та старші. Медіана віку мешканця становила 35,3 року. На 100 осіб жіночої статі у місті припадало 85,2 чоловіків;  на 100 жінок у віці від 18 років та старших — 79,7 чоловіків також старших 18 років.
Середній дохід на одне домашнє господарство  становив 25 330 доларів США (медіана — 16 544), а середній дохід на одну сім'ю — 31 762 долари (медіана — 21 875). Медіана доходів становила 30 000 доларів для чоловіків та 23 611 долар для жінок. За межею бідності перебувало 52,2 % осіб, у тому числі 64,8 % дітей у віці до 18 років та 40,0 % осіб у віці 65 років та старших.
Цивільне працевлаштоване населення становило 251 осіб. Основні галузі зайнятості: виробництво — 27,1 %, будівництво — 14,7 %, освіта, охорона здоров'я та соціальна допомога — 14,3 %.